# Ice (The X-Files)
«Ice» es el octavo episodio de la primera temporada de la serie de televisión de ciencia ficción estadounidense The X-Files, que se estrenó en la cadena Fox el 5 de noviembre de 1993. Fue dirigido por David Nutter y escrita por Glen Morgan y James Wong. La transmisión inicial de «Ice» fue vista por 10 millones de espectadores en 6.2 millones de hogares y recibió críticas positivas en general de los críticos, quienes elogiaron su atmósfera tensa.
La trama del episodio muestra a los agentes especiales del FBI Fox Mulder (David Duchovny) y Dana Scully (Gillian Anderson) investigando la muerte de un equipo de investigación de Alaska. Aislados y solos, los agentes y el equipo que los acompaña descubren la existencia de organismos parásitos extraterrestres que llevan a sus anfitriones a ataques impulsivos de ira.
El episodio se inspiró en un artículo de Science News sobre una excavación en Groenlandia, y el creador de la serie Chris Carter también citó la novela de 1938 de John W. Campbell Who Goes There? como influencia. Aunque los productores pensaron que «Ice» ahorraría dinero al rodar en un solo lugar, terminó excediendo su propio presupuesto de producción.

## Argumento
Un asesinato-suicidio masivo ocurre entre un equipo de geofísicos en un puesto de avanzada en Icy Cape, Alaska. Fox Mulder (David Duchovny) y Dana Scully (Gillian Anderson) se dirigen al puesto de avanzada, acompañados por el doctor Hodge (Xander Berkeley), la toxicóloga Da Silva (Felicity Huffman), el geólogo doctor Murphy (Steve Hytner) y Bear (Jeff Kober), su piloto. Junto con los cuerpos de los científicos, el grupo encuentra un perro, que ataca a Mulder y Bear. Scully nota nódulos negros en su piel y sospecha que puede estar infectada con peste bubónica; también nota un sarpullido en el cuello y un movimiento debajo de la piel. Aunque Bear, que fue mordido por el perro, se enferma y desarrolla nódulos similares en su cuerpo, las autopsias no revelan tales nódulos en los cuerpos de los científicos.
Murphy encuentra una muestra de núcleo de hielo que se cree que se originó en el cráter de un meteorito y teoriza que la muestra podría tener 250 000 años. Aunque Bear insiste en irse, a los demás les preocupa infectar el mundo exterior. Cuando se le pide que proporcione una muestra de materia fecal, ataca a Mulder e intenta huir. Algo se mueve debajo de la piel de Bear, y muere cuando Hodge hace una incisión allí y quita lo que resulta ser un pequeño gusano de la parte posterior de su cuello. Ahora, sin piloto, se informa al grupo que la evacuación es imposible debido a una tormenta que se aproxima.
El gusano extraído de Bear se guarda en un frasco y otro se recupera de los cuerpos de uno de los científicos. Mulder, creyendo que los gusanos son extraterrestres, quiere que se mantengan con vida, pero Scully siente que deben ser destruidos para prevenir infecciones. El grupo se revisa entre sí en busca de nódulos negros y no encuentra ninguno, aunque Mulder le recuerda a Scully que los nódulos desaparecieron del perro con el tiempo. Mulder se despierta por la noche y encuentra a Murphy en el congelador con la garganta cortada; cuando los demás llegan justo cuando descubre el cuerpo y lo ven de pie junto a él, todos, incluida Scully, piensan que se infectó y mató a Murphy. Encierran a Mulder en un almacén.
Scully descubre que dos gusanos colocados en el mismo entorno anfitrión se matarán entre sí. Cuando investigan poniendo un gusano en el perro infectado, se recupera. Contra las objeciones de Scully, Hodge y Da Silva intentan poner el otro gusano en Mulder cuando Hodge ve movimiento debajo de la piel de Da Silva y se da cuenta de que ella fue la infectada. Él y Mulder refrenan a la histérica Da Silva y colocan el último gusano dentro de ella. Cuando son rescatados, Da Silva y el perro son puestos en cuarentena y los demás son liberados. Aunque Mulder quiere regresar al sitio, le dicen que fue destruido por el gobierno.

## Producción

### Concepción y escritura
Glen Morgan comenzó a escribir el episodio después de leer un artículo de Science News sobre hombres en Groenlandia que encontraron información de 250 000 años almacenada en hielo. El escenario, una base de investigación helada y remota dominada por una criatura extraterrestre, es similar al de la novela de 1938 de John W. Campbell Who Goes There? y sus dos encarnaciones cinematográficas: The Thing from Another World (1951), dirigida por Christian Nyby y producida por Howard Hawks, y The Thing (1982), dirigida por John Carpenter. Chris Carter los citó como la principal inspiración para el episodio. Como en la novela y las películas, los personajes no pueden confiar entre sí porque no están seguros de si son quienes parecen ser. Carter disfrutó particularmente de este aspecto, porque enfrentó a Mulder y Scully entre sí y proporcionó «una nueva mirada a sus personajes al principio de la serie».
La premisa del episodio se convirtió en un tema recurrente en la serie, con episodios como «Darkness Falls» y «Firewalker» repitiendo la combinación de ubicaciones remotas y formas de vida desconocidas. Una trama similar apareció en «The Enemy», un episodio de 1995 de la serie Space: Above and Beyond de Morgan y su socio escritor James Wong, y según UGO Networks, el episodio «What Lies Below» de Fringe tiene «básicamente» la misma trama que «Ice». El episodio introdujo parásitos invertebrados como antagonistas en la serie; este elemento de la trama se repetiría en «Firewalker», «The Host», «F. Emasculata» y «Roadrunners».

### Rodaje
La similitud con la versión de Carpenter de The Thing se debió en parte al nuevo diseñador de producción Graeme Murray, quien trabajó en la película de Carpenter y creó el complejo en el que tuvo lugar el episodio. Aunque «Ice» fue pensado como un episodio que ahorraría dinero al ser filmado en un solo lugar, superó el presupuesto. Según Carter, The X-Files normalmente funcionaba con un presupuesto reducido y «cada dólar que gastamos termina en la pantalla». Como episodio, «Ice» utilizó un elenco pequeño y sus interiores fueron filmados en un set construido en una antigua fábrica de cerveza Molson. Las pocas tomas exteriores del episodio fueron filmadas en Delta Air Park en Vancouver, cuyos hangares y terreno plano simulaban una ubicación ártica. Carter dijo que hubiera preferido establecer el episodio en el Polo Norte, pero creía que esto era inviable en ese momento.
Para el efecto de gusano, un miembro del departamento de efectos especiales sugirió poner una «serpiente bebé» en un traje de látex. Después de explicar que eso no se podía hacer, la entrenadora de animales Debbie Coe sugirió usar un «súper gusano de la harina» para lograr el efecto deseado. El efecto de los gusanos que se arrastran por los cuerpos del huésped se logró con alambres debajo de pieles falsas, incluida una piel con pelo para el perro. Se utilizaron efectos digitales para escenas en las que los gusanos nadaban en frascos y entraban en la oreja del perro. Aunque se filmaron imágenes adicionales de las escenas del gusano para que duraran todo el tiempo previsto si los funcionarios de normas y prácticas de Fox solicitaban recortes, no se solicitaron modificaciones. «Ice» fue el primer papel significativo en la serie para el artista de efectos de maquillaje Toby Lindala, quien se convirtió en su principal artista de maquillaje. El perro utilizado en el episodio era uno de los padres del perro de Duchovny, Blue. Ken Kirzinger, quien interpretó a uno de los científicos asesinados en la entrada en frío del episodio, fue el coordinador de escenas de acción de la serie.

## Análisis
Aunque «Ice» no está directamente relacionado con la mitología general de la serie, se ha descrito como «un presagio del arco de la conspiración extraterrestre que se volvería más pronunciado en la segunda temporada» con sus temas de invasión extraterrestre y conspiración gubernamental. El episodio se destaca por explorar la relación entre sus personajes principales; La confianza de Mulder y Scully contrasta con el comportamiento de Hodge y DaSilva, quienes están unidos por la desconfianza de quienes los rodean. Las parejas son «imágenes especulares» en sus enfoques de la asociación.
«Ice» presenta dos elementos comunes a otras obras de Morgan y Wong: las identidades duales y el cuestionamiento de la propia personalidad. En su ensayo «Last Night We Had an Omen», Leslie Jones señaló este motivo temático en varios de sus otros guiones de The X-Files: «el dócil inspector de control de animales que es un cambiaformas mutante con gusto por el hígado humano» [«Squeeze»], «los desventurados residentes de la zona rural de Pensilvania enloquecidos por una combinación de insecticidas y equipos electrónicos» [«Blood»], «[y] la tensa PTA dirigida por practicantes satanistas» [«Die Hand Die Verletzt»].
Anne Simon, profesora de biología en la Universidad de Maryland, habló sobre el episodio en su libro Monsters, Mutants and Missing Links: The Real Science Behind the X-Files. Simon señaló que, al igual que los gusanos en «Ice», los gusanos parásitos pueden adherirse al hipotálamo humano porque no está bloqueado por la barrera hematoencefálica. Ella comparó «Ice» con los episodios posteriores «Tunguska» y «Gethsemane», con su tema común de vida extraterrestre que llega a la tierra a través de la panspermia.

## Recepción

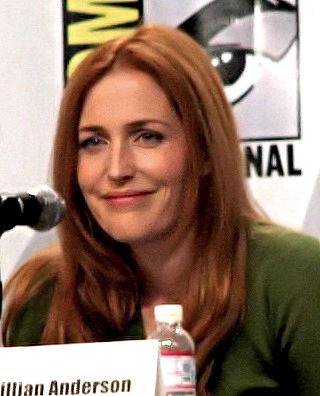
Según un crítico, Dana Scully (la actriz Gillian Anderson en la foto) fue retratada de manera más inteligente en «Ice» que en su debut en «Pilot».

### Audiencia
«Ice» se emitió originalmente en la cadena Fox el 5 de noviembre de 1993. La transmisión inicial del episodio recibió una calificación Nielsen de 6,6 con una participación de 11; aproximadamente el 6,6 por ciento de todos los hogares con televisión y el 11 por ciento de los hogares que ven televisión vieron el episodio, un total de 6,2 millones de hogares y 10 millones de espectadores. «Ice» y «Conduit» fueron lanzados en VHS en 1996, y el episodio fue lanzado en DVD como parte de la primera temporada completa.

### Reseñas
«Ice» fue elogiado por la crítica. En The Complete X-Files, los autores Matt Hurwitz y Chris Knowles llamaron al episodio un hito para la nueva serie. Una retrospectiva de la primera temporada de Entertainment Weekly calificó a «Ice» con una A−, calificándola de «particularmente tensa y animada». En el sitio web The A.V. Club Keith Phipps elogió el episodio y le dio una A. Según Phipps, el elenco «interpreta la paranoia maravillosamente» y el episodio fue «una hora tan buena como la que produciría esta primera temporada». «Ice» se incluyó en una lista de A.V. Club de los episodios confinados más importantes, donde se describió como «usa sus espacios reducidos como una ventaja». Un tercer artículo de A.V. Club, que enumera diez episodios «imperdibles» de la serie, llamó a «Ice» «la primera señal de que este programa tenía la oportunidad de ser realmente algo especial» y dijo que «hace un gran uso de la claustrofobia y la alianza incómoda pero creciente entre los héroes».
Ben Rawson-Jones, de Digital Spy, describió el enfrentamiento del episodio entre Mulder y Scully como «un momento de paranoia extremadamente tenso». Una reseña del New York Daily News calificó el episodio de «potente y espeluznante», y dijo que su trama «fue digno de un pasaje honorario a The Twilight Zone». Matt Haigh lo calificó como «un episodio extremadamente absorbente y emocionante» en el sitio web Den of Geek, señalando su deuda con The Thing, y Juliette Harrisson, escribiendo para el mismo sitio, llamó a «Ice» el episodio independiente «más fino» de la primera temporada. En el blog de TV Squad, Anna Johns lo llamó «un episodio espectacular» con una apertura «excelente». UGO Networks calificó a los gusanos del episodio entre los mejores «monstruos de la semana» de la serie y la causa de «mucha agresión con armas puntiagudas». En Tor.com, Meghan Deans comparó la escena en la que Mulder y Scully se inspeccionan mutuamente en busca de infección con una escena similar en «Pilot»; en «Ice», ambos personajes eran igualmente vulnerables y (a diferencia de la escena del piloto) Scully no fue retratada como «una idiota». Robert Shearman y Lars Pearson, en su libro Wanting to Believe: A Critical Guide to The X-Files, Millennium & The Lone Gunmen, le dieron al episodio cinco de cinco estrellas. Lo llamaron «el episodio más influyente jamás realizado», y señalaron que la serie repitió su fórmula varias veces durante su ejecución. Shearman sintió que aunque su guion era derivado, Morgan y Wong crearon «una historia fundamental» al combinar temas cruciales de The Thing con un elenco de personajes «completo».
«Ice» también fue considerado uno de los mejores episodios de la primera temporada por el equipo de producción. Según Carter, Morgan y Wong «simplemente se superaron en este programa, al igual que el director David Nutter, que realmente trabaja muy duro para nosotros. Creo que escribieron un gran guión y él hizo un gran trabajo dirigiéndolo, y tuvimos una gran elenco de apoyo». Nutter dijo: «Lo mejor de “Ice” es que pudimos transmitir una fuerte sensación de paranoia. También fue una gran pieza de conjunto. Estamos lidiando con las emociones más básicas de cada personaje, que van desde su ira a su ignorancia y miedo. Estableció los lazos emocionales que estos dos personajes tienen entre sí, lo cual es muy importante. Asustar al público fue definitivamente la clave del episodio». Anderson dijo que «fue muy intenso. Había mucho miedo y paranoia. Teníamos algunos grandes actores con los que trabajar».